# Kento Sugino
Kento Sugino (杉野 健斗 Sugino Kento?, nacido el 25 de febrero de 1992 en Gifu) es un futbolista japonés que se desempeña como defensa.

## Trayectoria

### Clubes
| Club                | País  | Año         |
| ------------------- | ----- | ----------- |
| Fukushima United FC | Japón | 2014 - 2017 |

## Estadística de carrera

### J. League
| Club                | Año   | J. League | J. League | Copa J. League | Copa J. League | Total | Total |
| Club                | Año   | Part.     | Goles     | Part.          | Goles          | Part. | Goles |
| ------------------- | ----- | --------- | --------- | -------------- | -------------- | ----- | ----- |
| Fukushima United FC | 2014  | 25        | 1         | -              | -              | 25    | 1     |
| Fukushima United FC | 2015  | 11        | 0         | -              | -              | 11    | 0     |
| Fukushima United FC | 2016  | 6         | 0         | -              | -              | 6     | 0     |
| Fukushima United FC | 2017  | 11        | 0         | -              | -              | 11    | 0     |
| Total               | Total | 53        | 1         | 0              | 0              | 53    | 1     |